# كاري نج
كاري نج (بالصينية: 吴家丽) هي ممثلة صينية، ولدت في 30 نوفمبر 1963 في الصين. من الجوائز التي نالتها جائزة الحصان الذهبي لأفضل ممثلة رائدة ‏ سنة 1993.

## جوائز
- جائزة الحصان الذهبي لأفضل ممثلة رائدة [الإنجليزية]‏ (1993)

## وصلات خارجية
- كاري نج على موقع IMDb (الإنجليزية)
- كاري نج على موقع ألو سيني (الفرنسية)
- كاري نج على موقع أول موفي (الإنجليزية)
- كاري نج على موقع قاعدة بيانات الفيلم (الإنجليزية)
- كاري نج على موقع كينوبويسك (الروسية)